# Tiridate II d'Arménie
Pour les articles homonymes, voir Tiridate.
Tiridate II (en arménien Տրդատ Բ) est un roi arsacide d'Arménie, ayant régné de 217 à 252 (les dates sont incertaines).

## Biographie
Il succède à son père Khosrov Ier. Selon Dion Cassius, Tiridate reçoit une couronne de Macrin qui accepte également de délivrer sa mère qui était captive des Romains depuis onze mois. Sous son règne, vers 238 selon certaines sources, l'Arménie va tomber sous la domination de la nouvelle puissance montante, les Perses sassanides qui ont mis fin à la dynastie arsacide des Parthes. 
Pour faire face à cette menace, Tiridate II conçoit un vaste projet d'alliance incluant les Ibères, les Alains du Caucase et  Vasudeva Ier, l'empereur des Kouchans. Cette redoutable coalition est abattue entre 241 et 251, et Shapur Ier s'attaque aux capitales des Kushana : Begram est prise et pillée, et ses remparts minés, Peshawar est également occupée, et Vasudeva détrôné et remplacé par des dynastes sous suzeraineté sassanide. Selon la tradition arménienne et les anciens historiens, c'est vers cette époque que Tiridate II est tué en 252 par un transfuge, Anak, un seigneur parthe de la maison de Suren (la victime serait plus vraisemblablement Khosrov II d'Arménie).
Ses enfants, Tiridate III  et Khosrov II, se réfugient auprès des Romains. Les Perses du roi Châhpûhr Ier (ou Shapur, 241-272) occupent le pays et le roi installe sur le trône d'Arménie Artavazde V (ou Hormizd-Ardaschir, 252-271). Les Romains viennent en aide aux Arméniens occupés, mais l'empereur Valérien (253-260) est capturé, en 260 à Édesse par Châhpûhr qui le met à mort. La période qui suit est très confuse et les sources se contredisent sur la chronologie et le nom des rois. En général, on admet qu'à la mort de Tiridate II, Artavazde V lui succède comme vassal des Sassanides.